# Giovanni Coppa
Giovanni Coppa, né le 9 novembre 1925 à Alba et mort le 16 mai 2016 à Rome, est un cardinal italien, nonce apostolique  en Tchécoslovaquie (en) puis en République tchèque de 1990 à 2001.

## Biographie

### Prêtre
Giovanni Coppa est ordonné prêtre le 2 janvier 1949 pour le diocèse d'Alba. Il complète alors sa formation par des études à l'Université catholique de Milan, obtenant une maîtrise de lettres modernes et de philosophie en 1954.
Dès 1952, il travaille pour la Curie romaine, tout d'abord à la Chancellerie apostolique puis à la Secrétairerie d'État à partir de 1958, ce qui lui permet de participer aux travaux du concile Vatican II.
En 1965 il est nommé chanoine honoraire du Vatican et devient chef de bureau à la Secrétairerie d'État en 1968, puis assesseur de la Secrétairerie d'État le 1er novembre 1975.

### Évêque
Nommé archevêque titulaire de Serta (de) et délégué pour les Représentations pontificales le 1er novembre 1979, il est consacré par Jean-Paul II le 6 janvier 1980. 
Le 29 juin 1990, il est nommé nonce apostolique à Prague. Il est en poste dans cette ville quand la Tchécoslovaquie se sépare entre la République tchèque et la Slovaquie.
Après la chute du communisme, il joue un rôle important pour soutenir la renaissance de l'Église catholique après une longue période de persécution par le régime athée. 
Il démissionne de sa fonction de nonce pour raison d'âge en 2001 et est nommé chanoine de la basilique Saint-Pierre au Vatican et consulteur de la Secrétairerie d'État.
Il a également été membre de la Congrégation pour les causes des saints de 2002 à 2005.

### Cardinal
Benoît XVI l'a créé cardinal lors du consistoire du 24 novembre 2007 avec le titre de cardinal-diacre de S. Lino.
Ayant déjà 82 ans lors de sa création, il ne peut pas participer au conclave de 2013 qui voit l'élection du pape François.

## Publications
Il est l'auteur de diverses publications, en particulier sur Saint Ambroise.